# Formula–1 Las Vegas-i nagydíj
A Las Vegas-i nagydíj (1981-ben és 1982-ben Caesars Palace nagydíj) egy Formula–1-es versenyhétvége, melyet az Egyesült Államokban, Nevada államban, Las Vegas városában rendeztek és rendeznek. Az első két évben a Formula–1 versenysorozat része volt, majd 1983-ban a CART versenysorozat része lett. A verseny szponzorai a Nissan/Datsun voltak. 2022-ben bejelentették, hogy 2023-tól visszatér a versenynaptárba.

## Története

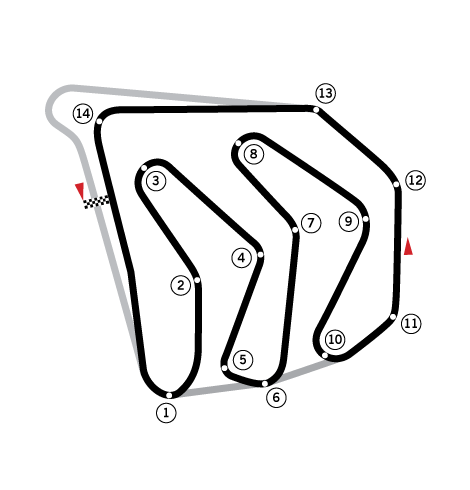
A Caesars Palace pályarajza (1981-82)

Már az 1960-as években rendeztek Las Vegasban Can-Am versenyeket a helyi Stardust International Raceway versenypályán, azonban a pályát az 1970-es években befektetők megvásárolták és ledózerolták. Eredetileg 1980-ban tervezett ide utazni első alkalommal a Formula–1 mezőnye, méghozzá a szezon végén, egy hónappal a Watkins Glenben rendezendő amerikai nagydíj után. Amikor azonban Watkins Glen kikerült a végleges versenynaptárból, a vegasi futam jelentősége megnőtt. Végül az 1981-es bajnokság szintén egy amerikai pályán, Long Beach-en indult, és Las Vegasban ért véget, melyek légvonalban alig 300 kilométerre vannak egymástól. Las Vegas azonban nem volt túl népszerű pálya a versenyzők körében: unalmas, ismétlődő kanyarjai voltak, ráadásul a Caesar's Palace kaszinó parkolójában alakították azt ki. Egyesek szerint a valaha volt legrosszabb Formula–1-es versenypályák között szerepel.
A parkolót a verseny kedvéért úgy építették át pályává, hogy legyen elég hely az előzéshez, ám a bukótereket homokkal töltötték fel, az aszfalt pedig tükörsima volt. Ha ez még nem lett volna elég, az óramutató járásával ellentétes volt a haladási iránya, ami kivételes jellege miatt rendkívüli terhelést okozott a pilóták nyakának. Nelson Piquet, aki ezen a pályán nyerte meg az 1981-es világbajnoki címet, az ötödik helyen befutva is negyed órás pihenésre szorult a célbaérés után, annyira kimerítette a nagy melegben rendezett verseny. A második futamot, szintén pokoli hőségben, Michele Alboreto nyerte a szívómotoros Tyrrell-lel, de ezzel véget is ért egy jó időre a Formula–1 Las Vegasban, miután gyakorlatilag alig volt nézőközönsége, a kaszinónak pedig hatalmas veszteséget jelentett a rendezvény.
1983-ban és 1984-ben így CART versenyeket rendeztek itt, melyek előtt az 1-es, 6-os és 10-es kanyarokat összekötötték, egyetlen nagy oválpályát létrehozva ezzel. 1984-re az utolsó kanyar kijáratát is kiszélesítették. Ezután több versenyt itt nem rendeztek, és már nem is rendezhetnek, mert a helyét azóta beépítették.
2023-ban a Formula–1 visszatért Las Vegasba, egy új vonalvezetésen, a belváros híres útján, a Las Vegas Strip-en.

## Szponzorok
- Heineken Silver

## Győztesek
| Év   | Versenyző        | Konstruktőr   | Pálya                   | Riport       |
| ---- | ---------------- | ------------- | ----------------------- | ------------ |
| 2024 | George Russell   | Mercedes      | Las Vegas Strip Circuit | Összefoglaló |
| 2023 | Max Verstappen   | Red Bull-RBPT | Las Vegas Strip Circuit | Összefoglaló |
| 1982 | Michele Alboreto | Tyrrell       | Caesars Palace          | Összefoglaló |
| 1981 | Alan Jones       | Williams      | Caesars Palace          | Összefoglaló |